# 香香麵包
香香麵包（英語：Heung Heung Bread）是香港第二大麵包生產商，成立於1966年，不同於香港最大麵包生產商嘉頓麵包兼營零售，只集中經營麵包批發。於2023年8月31日結業。

## 歷史
香香麵包的創辦人姜勝和，於1947年從寶安來港，初期在添馬艦海軍船塢的食堂負責英軍伙食，並且兼營售賣麵包。到了1966年，姜勝和與朋友創立香香麵包，投入資金為3,000港元，開設門市零售中式包餅，並批發方包，初時每日可賣出25條方包。後來，他開辦「高士打餐廳餅店」，1980年代的全盛時期於西環設有8間分店。
隨著舊區重建等原因，1997年時舊舖因重建要遷拆，姜勝和便斥資數百萬港元，將廠房搬往黃竹坑，放棄零售業務，集中發展麵包批發。至2000年代中期，香香麵包已成為香港第二大麵包生產商。2008年3月9日，廠房發生火災，幸損毀並不嚴重，對生產未有太大影響。

## 經營情況
香香麵包的麵包工場設於香港島南區黃竹坑道18號瑞琪工業大廈三樓，每天由凌晨2時開始運作，並由多名職工輪班工作至傍晚7時，每日可生產約4000條方包。客戶包括瑞士咖啡室、新釗記茶餐廳、蘭芳園、勝香園、香港其中六所大專院校，以及香港島及九龍多間警署職員餐廳、醫院餐廳、連鎖快餐店、餐廳及茶餐廳。